# Mattia Pasini

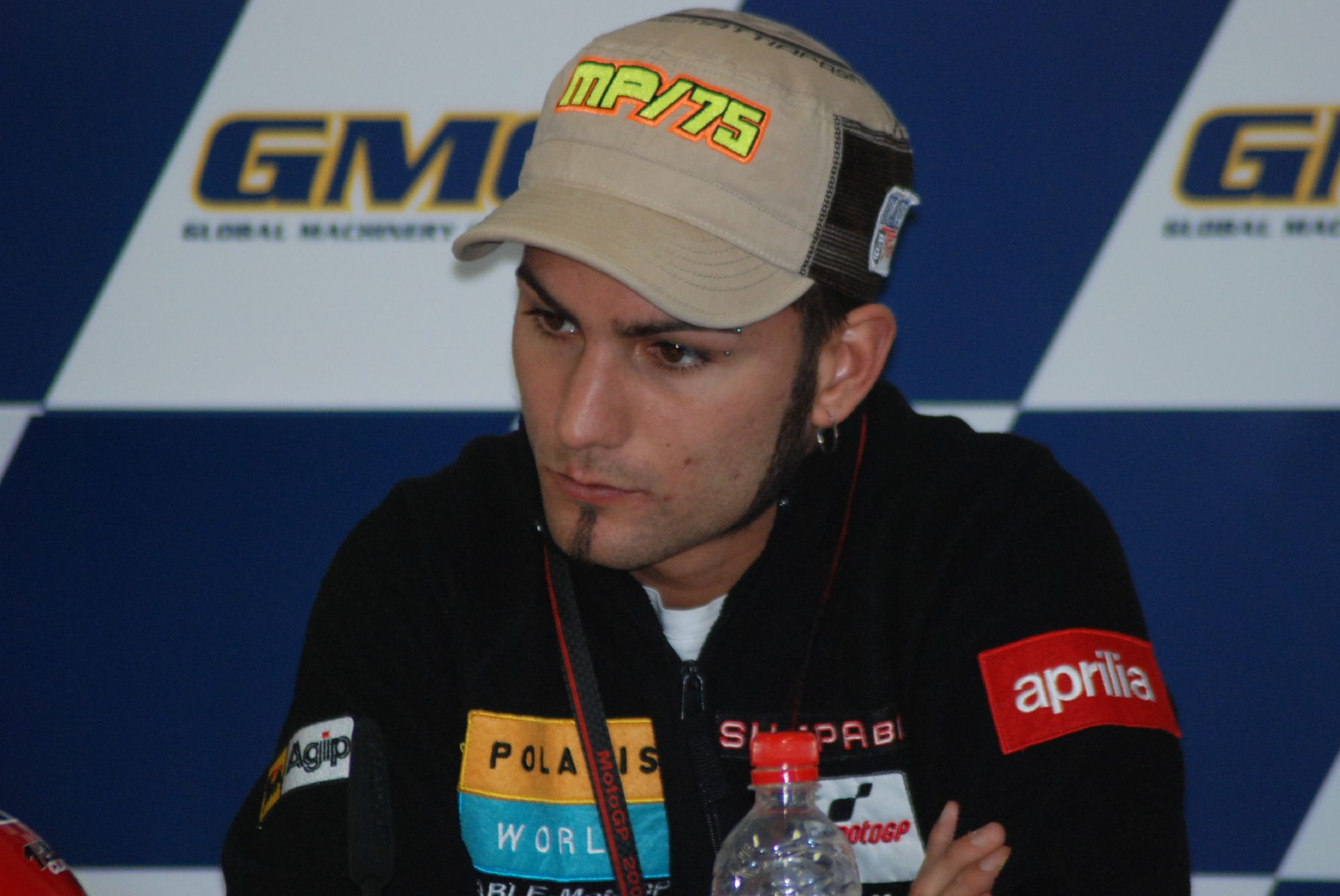
Mattia Pasini på presskonferens 2007.

Mattia Pasini, född 18 augusti 1985 i Rimini i Italien, är en italiensk roadracingförare som tävlade i Grand Prix Roadracing från 2004 till 2018 i klasserna 125GP, 250GP, Moto2 och MotoGP.

## Karriär
Pasini tävlade i 125GP från säsongen 2004. Först i stallet Totti Top Sport och sedan Polaris World Aprilia. Segern i Kinas Grand Prix 2005 var hans första GP-vinst. Pasini blev fyra i VM både 2005 och 2006. Roadracing-VM 2007 var han en av de snabbaste förarna i klassen, men drabbades av tekniska problem och låg därför bara sjua efter halva säsongen. Han kom dock igen och tog en bejublad seger i hemmaloppet på Misano-banan på väg mot en slutgiltig femteplats efter fyra Grand Prix-segrar. 
Säsongen 2008 flyttade Pasini upp med teamet till 250GP. Redan i sitt första lopp i den nya klassen tog han sin första 250GP-seger. Han slutade som åtta i VM-tabellen. Säsongen 2009 tog han ytterligare en seger, två andra- och två tredjeplatser och blev totalt femma i VM. Säsongen 2010 körde Pasini i den nya Moto2-klassen för JiR Moto2 på en Motobi men slutade i teamet efter TT Assen. 2011 körde han för Iodaracing Project. 2012 körde Pasini i MotoGP-klassen enligt CRT-reglementet. Han körde en ART-motorcykel för Speed Master-teamet. Pengarna räckte inte för teamet säsongen ut så Pasini avslutade 2012 i Moto2 för Forward Racing. Han fortsatte hos samma team 2013 och 2014. Säsongen 2015 var han utan styrning och gjorde bara två inhopp som wildcard i Moto2 men från 2016 kör han åter på heltid i Moto2-klassen. Pasini kör en Kalex för Italtrans Racing Team. Han tog sin första seger i Moto2 genom att vinna Italiens Grand Prix på Mugello 4 juni 2017. Hans första Grand Prix seger sedan 2009. Pasini kom på sjätte plats i VM 2017. Han fortsatte i samma team säsongen 2018. Inledningen var bra med seger i Argentinas Grand Prix, men det blev inga fler pallplatser och en slutlig niondeplats i VM. Pasini hade svårt att finna en styrning till 2019.

## Pallplatser
Uppdaterad till 2018-12-31.
| Nr    | Grand Prix | År   |
| ----- | ---------- | ---- |
| 250GP |            |      |
| 1     | Qatar      | 2008 |
| 2     | Italien    | 2009 |
| Moto2 |            |      |
| 3     | Italien    | 2017 |
| 4     | Argentina  | 2018 |

| Nr    | Grand Prix     | År   |
| ----- | -------------- | ---- |
| 250GP |                |      |
| 1     | Spanien        | 2008 |
| 2     | Tjeckien       | 2009 |
| 3     | San Marino     | 2009 |
| Moto2 |                |      |
| 4     | Storbritannien | 2017 |
| 5     | Aragonien      | 2017 |

| Nr | Grand Prix     | År   |
| -- | -------------- | ---- |
| 1  | Kina           | 2008 |
| 2  | Frankrike      | 2008 |
| 3  | Japan          | 2009 |
| 4  | Storbritannien | 2009 |

| Nr | Grand Prix     | År   |
| -- | -------------- | ---- |
| 1  | Kina           | 2005 |
| 2  | Katalonien     | 2005 |
| 3  | Italien        | 2006 |
| 4  | Tyskland       | 2006 |
| 5  | Storbritannien | 2007 |
| 6  | Holland        | 2007 |
| 7  | San Marino     | 2007 |
| 8  | Japan          | 2007 |

| Nr | Grand Prix | År   |
| -- | ---------- | ---- |
| 1  | Turkiet    | 2005 |
| 2  | Kina       | 2006 |
| 3  | Tjeckien   | 2007 |

| Nr | Grand Prix     | År   |
| -- | -------------- | ---- |
| 1  | Holland        | 2005 |
| 2  | Malaysia       | 2005 |
| 3  | Valencia       | 2005 |
| 4  | Spanien        | 2006 |
| 5  | Storbritannien | 2006 |
| 6  | Australien     | 2006 |